# Gregory Glacier (glaciär i Antarktis)
Gregory Glacier är en glaciär i Antarktis. Den ligger i Västantarktis. Argentina, Chile och Storbritannien gör anspråk på området. Gregory Glacier ligger 627 meter över havet.
Terrängen runt Gregory Glacier är lite bergig, och sluttar västerut.  Trakten är obefolkad. Det finns inga samhällen i närheten. 